# Petra Nováková
Petra Nováková (Karlovy Vary, 17 agosto 1993) è una fondista ceca.

## Biografia
Attiva in gare FIS dal dicembre del 2009, la Nováková ha esordito in Coppa del Mondo il 17 febbraio 2013 a Davos (48ª), ai Campionati mondiali a Val di Fiemme 2013, dove si è classificata 56ª nella 10 km, 14ª nella sprint e 12ª nella staffetta, e ai Giochi olimpici invernali a Soči 2014, piazzandosi 34ª nella 30 km, 23ª nella sprint, 34ª nello skiathlon e 8ª nella staffetta.
Ai Mondiali di Lahti 2017 è stata 35ª nella sprint, 11ª nella staffetta e non ha completato la 30 km; l'anno dopo ai XXIII Giochi olimpici invernali di Pyeongchang 2018 si è classificata 28ª nella 10 km, 28ª nello skiathlon, 11ª nella sprint a squadre e 11ª nella staffetta. Ai Mondiali di Seefeld in Tirol 2019 si è piazzata 32ª nella 30 km, 37ª nella sprint, 28ª nello skiathlon e 11ª nella staffetta e quelli di Oberstdorf 2021 è stata 32ª nella 30 km, 46ª nella sprint, 31ª nello skiathlon e 8ª nella staffetta. Ai XXIV Giochi olimpici invernali di Pechino 2022 si è classificata 30ª nella 10 km, 30ª nello skiathlon, 13ª nella staffetta e non ha completato la 30 km.

## Palmarès

### Coppa del Mondo
- Miglior piazzamento in classifica generale: 25ª nel 2016